# 望舒
望舒（ぼうじょ、拼音: Wàngshū）は、古代中国神話における神仙で、月の車の御者とされる。ひいては、月そのものを意味する言葉としても使われる。

## 典故
望舒とは何者かついて説明する際には、屈原の楚辞「離騒」が引かれる。「離騒」の主人公が天界に登り遊行するくだりには、
と歌われている。

## 記述
「離騒」には王逸が付けた注釈があり、「望舒、月御也」と記されており、望舒は月の車の御者を務める神仙であるとみなされていた。洪興祖の『楚辞補註』によれば、『淮南子』では「月御」の名は「纖阿」とされ、これが望舒の別名であると注釈されている。「離騒」では望舒の性別に触れられていないが、同じ月御の纖阿について唐の司馬貞が『史記』「司馬相如列伝」の注釈で女性と記述していることを傍証に、女神であろうとみなされる。「離騒」には「日御」（太陽の御者）であり望舒の対となる存在である羲和もみられるが、望舒は羲和ほど有名ではない。
とはいえ、『離騒』は天上の神仙世界を彷徨することを描く遠遊文学の源流と位置づけられる作品で、天界遊行の主題を用いる賦や詩に影響を与えており、それらの中には望舒の名が引用されるものもある。例えば、張衡の「歸田賦」、阮籍の「清思賦」、張協の「雑詩十首」、摯虞の「思游賦」、葛洪の『抱朴子』、韓愈の「秋懐詩」などにその名がみられる。その中で、「歸田賦」における昼から夜への時刻の移行を告げる句では、
と述べられている。
望舒は、月の御者という本来の意味だけでなく、月そのものの比喩にも用いられる。実際、「離騒」から唐詩に引用された望舒の用例における主要な意味は「月」であるとされ、漢和辞典の『字通』では「望舒」の意味はそのまま「月」となっている。例えば、張協の「雑詩十首」〈其八〉では「望舒四五たび円かなり」と、満ち欠けする月のこととして歌われている。

## 波及
中国の天文学者が初めて発見した太陽系外惑星HD 173416 bは、2019年に「国際天文学連合100周年事業」の一環である「IAU100 NameExoWorldsプロジェクト」を通じて、月の神を意図した“Wangshu”（望舒）と命名された。